# Tony Goldwyn
Anthony Howard "Tony" Goldwyn (Los Angeles, 20 de maio de 1960) é um ator e diretor estadunidense. Ele interpretou o vilão Carl Bruner em
Ghost, Coronel Bagley em The Last Samurai, a voz do personagem-título da animação da Disney Tarzan, e o protagonista do drama Scandal, como Fitzgerald Grant III, o presidente dos Estados Unidos.
Tony ficou famoso com o papel de vilão no filme Ghost de 1990.

## Vida pessoal
Goldwyn nasceu em Los Angeles, Califórnia, filho da atriz Jennifer Howard e do produtor de cinema Samuel Goldwyn, seus avós paternos eram o magnata Samuel Goldwyn e a atriz Frances Howard, enquanto seus avós maternos eram o dramaturgo Sidney Howard e atriz Clare Eames. Goldwyn estudou no Hamilton College, em Clinton, Nova York, a Brandeis University em Waltham, Massachusetts (onde recebeu seu BFA), e da Academia de Londres de Música e Artes Cênicas.

## Carreira
Goldwyn é lembrado como Carl Bruner, amigo traidor de Sam intérpretado por Patrick Swayze em Ghost. Ele também é conhecido por seu papel na série de comédia, Designing Women em que intérpretou um jovem designer de interiores chamado Kendall Dobbs que possuía HIV. Na minissérie da HBO From the Earth to the Moon, Goldwyn intérpretou o astronauta Neil Armstrong, comandante da Apollo 11. Ele também forneceu sua voz para a animação Tarzan, produzido pela Walt Disney Feature Animation. Ele reprisou o papel em Tarzan, nos video games da Disney Untamed e Kingdom Hearts. 
Atuou e dirigiu a primeira temporada de "Dexter" para Showtime (seu irmão John Goldwyn é o Produtor Executivo).

## Filmografia
| Ano       | Filme                                               | Personagem              |
| 1986      | Jason Lives: Friday the 13th Part VI                | Darren                  |
| 1987      | Gaby: A True Story                                  | David                   |
| 1990      | Ghost                                               | Carl Brunner            |
| 1991      | Kuffs                                               | Ted Bukovsky            |
| 1992      | Traces of Red                                       | Detetive Steve Frayn    |
| 1993      | The Pelican Brief                                   | Fletcher Coal           |
| 1995      | Reckless                                            | Tom                     |
| 1997      | Troubler on the Corner                              | Jeff Steward            |
| 1998      | The Lesser Evil                                     | Frank O'Brian           |
| 1999      | Tarzan                                              | Tarzan (voz)            |
| 2000      | The 6th Day                                         | Michael Drucker         |
| 2001      | An American Rhapsody                                | Peter Sandor            |
| 2002      | Joshua                                              | Joshua                  |
| 2003      | The Last Samurai                                    | Coronel Bagley          |
| 2005      | Godfather of Green Bay                              | Jake Norquist           |
| 2006      | Mark Felt: The Man Who Brought Down the White House | Ed Miller               |
| 2009      | The Last House on the Left                          | John Collingwood        |
| 2011      | The Mechanic                                        | Dean Sanderson          |
| 2012-2018 | Scandal                                             | Fitzgerald "Fitz" Grant |
| 2014      | Divergente                                          | Andrew Prior            |
| 2015      | The Divergent Series - Insurgent                    | Andrew Prior            |
| 2016      | The Belko Experiment                                | Barry Norris            |
| 2019      | Chambers                                            | Ben Lefevre             |
| 2020      | Lovecraft Country                                   | Samuel Braithwhite      |
| 2021      | King Richard                                        | Paul Cohen              |